# Булах Наталія Вікторівна
Наталія Вікторівна Булах (псевдо «Змія»; нар. 20 травня 1964, м. Дніпро, Україна) — капітан медичної служби Збройних сил України, учасниця Революції гідності та російсько-української війни з 2014 року. Перші місяці війни служила головною лікаркою батальйону «Шахтарськ», а з вересня 2014-го — командиркою роти батальйону «Айдар». Брала участь у боях за Іловайськ, Волноваху, Щастя, Мар'їнку, Піски, Попасну.

## Життєпис
Народилася 20 травня 1964 року в Дніпрі, мати — гречанка, батько — українського, білоруського та російського походження, за професією військовий. 1979 року закінчила школу із золотою медаллю. З 1983 до 1996 року проходила військову службу спочатку в радянській, а потім російській армії як військовий врач та розвідниця.
За час служби закінчила китайський інститут народної медицини, а 1993 року — Дніпропетровський медінститут за фахом лікар-терапевт. Наталія вивчала проблеми головного мозку, захистила дисертацію та стала кандидатом медичних наук. Проходила службу у Африці, де отримала своє псевдо «Змія».
1996 року вийшка у відставку на посаді майора; жила в Дніпрі та виховала трьох дітей. Займалася страховою медициною.
2013—2014 років брала участь у Революції гідності. Після початку російсько-української війни вступила до батальйону «Шахтарськ», де була головною лікаркою, пройшла Іловайськ (де врятувала 20 бійців) та Волноваху. Наталія витягала поранених бійців з поля бою, надавала невідкладну допомогу, оперувала та допомагала їм в реабілітації.
У вересні 2014 року, коли батальйон «Шахтарськ» розпався, вступила у добровольче формування «Айдар», де працювала лікарем-психологом та командиркою роти. Очолювала батальйон зі 107 людей. Воювала у горячих точках, брала участь у боях за Щастя, Мар'їнку, Піски, Попасну. Двоє синів Наталії воювали на фронті, один із них — під її командуванням.
2015 року повернулася до мирного життя; допомагала важкопораненим бійцям. Протягом 2016—2018 років всиновила трьох дітей з донецького сиротинця.